# Podprężenie
Podprężenie (termin technologiczny) – celowe spowodowanie deformacji elementu przez dospawanie blachy na jego ciągłej powierzchni. Na skutek wprowadzenie dodatkowych naprężeń ściskających na jednej z powierzchni, konstrukcja zostaje wstępnie zdeformowana. Deformacja w kierunku odwrotnym do przewidywanego obciążenia powoduje zwiększenie jej wytrzymałości. 
Podprężenie stosuje się między innymi w budowlanych konstrukcjach stalowych dźwigarów, belek stropowych, oraz w konstrukcji dźwignic.